# Trachylepis striata
Trachylepis striata är en ödleart som beskrevs av  Peters 1844. Trachylepis striata ingår i släktet Trachylepis och familjen skinkar. Inga underarter finns listade i Catalogue of Life.